# Автомагистрала А9 (Хърватия)
Автомагистрала А9 на Република Хърватия (на хърватски: Avtocesta A9 или Istarski ipsilon; превод: Истрийска автомагистрала) е транспортен коридор, който свързва H9 на Словения с град Пула, в Хърватия. Пътят е дълъг 84 км и е разположен изцяло в Истрийската жупания. От него води началото си А8 на Хърватия, при град Канфанар. През 2005 г. магистралата е пусната в употреба след завършен ремонт на северната отсечка към Триест.